# Edshultshall
Edshultshall är en ort i Morlanda socken i Orusts kommun. Orten ligger vid havet, direkt innanför Kråksunds Gap, 10 km söder om Ellös och 6 km norr om Mollösund. Från 2015 avgränsas här en småort.
Edshultshall är ett gammalt fiske- och skutsamhälle med två hamnar, norra och södra hamnen. I södra hamnen finns en gästhamn. Sedan 1985 är Edshultshall hemmahamn för skolfartyget Westkust.

## Historia
Det äldsta namnet, vilket fortfarande används i dagligt tal , är Halla (uttalas "halla" med akut accent). Platsen har varit bebodd sedan medeltiden, men först under slutet av 1700-talet växte ett fiskeläge fram, i samband med ett uppsving i tillgången på sill. 
När sillen gick tillbaka igen i början av 1800-talet började man delvis gå över till fraktfart. 1853 dog en tredjedel av befolkningen i en koleraepidemi, men orten återhämtade sig så småningom, och vid 1800-talets slut hade samhället cirka 200 invånare och nio rederier. 1910-1956 var Edshultshall organiserat som municipalsamhälle.
Lönsamheten inom fraktfarten minskade, och under 1920-talet övergick man till att fiska vid Island där som mest 13 båtar från Edshultshall deltog, men detta fiske upphörde 1955. Frakttrafiken fortsatte, men 30 år senare såldes det sista fartyget, Windö.
Edshultshall var belägen i Morlanda socken och ingick efter kommunreformen 1862 i Morlanda landskommun. I denna inrättades för orten 18 november 1910 Edshultshalls municipalsamhälle som sedan upplöstes 31 december 1956. 
Edshultshall var tidigare en småort, men miste den statusen 2010 när folkmängden hade sjunkit under 50 personer. Samhället återfick dock statusen ”Småort” 2015 då invånarantalet ökat.

### Befolkningsutveckling[8]
| Befolkningsutvecklingen i Edshultshall | Befolkningsutvecklingen i Edshultshall | Befolkningsutvecklingen i Edshultshall | Befolkningsutvecklingen i Edshultshall | Befolkningsutvecklingen i Edshultshall |
| -------------------------------------- | -------------------------------------- | -------------------------------------- | -------------------------------------- | -------------------------------------- |
|                                        |                                        |                                        |                                        |                                        |
| År                                     |                                        |                                        | Invånare                               |                                        |
| 1910                                   | 1910                                   |                                        | 256                                    | 256                                    |
| 1920                                   | 1920                                   |                                        | 278                                    | 278                                    |
| 1930                                   | 1930                                   |                                        | 243                                    | 243                                    |
| 1940                                   | 1940                                   |                                        | 202                                    | 202                                    |
| 1950                                   | 1950                                   |                                        | 185                                    | 185                                    |
| 1956                                   | 1956                                   |                                        | 161                                    | 161                                    |
|                                        |                                        |                                        |                                        |                                        |
| 2000                                   | 2000                                   |                                        | 60                                     | 60                                     |
| 2005                                   | 2005                                   |                                        | 63                                     | 63                                     |
| 2010                                   |                                        |                                        |                                        |                                        |
| 2015                                   | 2015                                   |                                        | 71                                     | 71                                     |